# Фукс, Элейн
Элейн Фукс (англ. Elaine V. Fuchs; род. 5 мая 1950, Хинсдейл, Иллинойс) — американский цитолог, признанный в мире специалист по млекопитающим, также молекулярный биолог, генетик и специалист в областях онкологии и дерматологии.
Член Национальных Академии наук (1996) и Медицинской академии (1994) США, Американского философского общества (2005), иностранный член Лондонского королевского общества (2019).
Профессор Рокфеллеровского, а прежде Чикагского университетов, исследователь Howard Hughes Medical Institute.
Удостоена Национальной научной медали (2008) и многих других отличий.

## Биография
Элейн Фукс родилась в 1950 году в семье геохимика и домохозяйки. Её старшая сестра нейробиолог. Окончила с отличием Иллинойсский университет в Урбане-Шампейне (бакалавр химии, 1972), состояла в Phi Beta Kappa. Степень доктора философии по биохимии получила в Принстонском университете в 1977 году под началом профессора Чарльза Гилварга (Charles Gilvarg). В 1977—1980 годах являлась фелло-постдоком Национальных институтов здравоохранения в Массачусетском технологическом институте у профессора Ховарда Грина (Howard Green (physician)).
В 1980—2002 годах преподавала в Чикагском университете: ассистент-профессор, с 1985 года ассоциированный профессор, с 1989 года профессор, именной с 1993 года.
В 1991 году президент Американского общества клеточной биологии.
С 2002 года профессор Рокфеллеровского университета, именной с 2003 года, возглавляет лабораторию (Robin Chemers Neustein Laboratory of Mammalian Cell Biology and Development).
С 1988 года ассоциированный, с 1993 года исследователь Howard Hughes Medical Institute (до 2002 года от Чикагского университета).
Член редколлегий Genes and Development (с 2000), Developmental Cell (с 2001), Cell (с 2001), Cell Stem Cell (с 2007).
Член Американской академии искусств и наук (1994) и Американской академии микробиологии (1997), Германского общества дерматологии (2001), Harvey Society (2004), Нью-Йоркской АН (2004), Американской ассоциации содействия развитию науки (2008), Академии Американской ассоциации исследований рака (2013), Академии Американского общества клеточной биологии (2016), Папской академии наук (2018), иностранный член EMBO (2010).
Опубликовала более 225 работ.
Почётный доктор школы медицины Нью-Йоркского университета (2003), Иллинойсского университета в Урбане-Шампейне (2006), Albany Medical College (2015), Гарварда (2016).

## Награды и отличия
- Searle Scholar[англ.] (1981—1983)
- Presidential Young Investigator Award[англ.] (1984—1989)
- R.R. Bensely Award, American Association of Anatomists[англ.] (1988)
- NIH MERIT award[англ.] (1993—2003, 2009—2018)
- Keith R. Porter Lecture[англ.], ASCB (1996)
- Women in Cell Biology Senior Women’s Career Achievement Award (1997)
- Harvey Lecture[нем.], Рокфеллеровский университет (1999)
- Hermann Pinkus Memorial Lecture Award (2000)
- Richard Lounsbery Award[англ.] НАН США (2001)
- Cartwright Prize, Колумбийский университет (2002)
- Cruikshank Memorial Lecturer (2002)
- Novartis-Drew Award in Biomedical Research (2003)
- Премия Диксона по медицине (2004)
- FASEB Excellence in Science Award[англ.] (2006)
- Beering Award (2006)
- Национальная научная медаль (2008)
- Charlotte Friend Award Американской ассоциации исследований рака (2010)
- Премия Л’Ореаль — ЮНЕСКО «Для женщин в науке» (2010)
- Madison Medal Принстонского университета (2011)
- Passano Award[нем.] (2011)
- Albany Medical Center Prize (2011)
- Academy Medal for Distinguished Contributions in Biomedical Science, New York Academy of Medicine (2012)
- March of Dimes Prize in Developmental Biology (2012)
- American Skin Association Lifetime Achievement Award (2013)
- Kligman-Frost Leadership Award (2013)
- Robert J. and Claire Pasarow Foundation Medical Research Award[англ.] (2013)
- Pezcoller Foundation-AACR International Award (2014)
- Медаль Уилсона (2015), высшая награда Американского общества клеточной биологии[7]
- Vanderbilt Prize (2016)
- Howard Taylor Ricketts Award[нем.] (2017)
- McEwen Award for Innovation, International Society for Stem Cell Research (2017)[4]
- Международная премия Гайрднера (2020)
- Медаль Бенджамина Франклина Института Франклина (2023)